# 6.ª Brigada Mixta (Ejército Popular de la República)
La 6.ª Brigada Mixta fue una unidad del Ejército Popular de la República creada durante la Guerra Civil Española. A lo largo de la contienda sería la brigada que en más ocasiones cambió de frente.

## Historial
La unidad fue creada en Murcia en octubre de 1936, formada en su totalidad a partir de fuerzas militares de la región levantina. El mando fue entregado al capitán Miguel Gallo Martínez, mientras que como jefe de Estado Mayor fue nombrado el comandante Ramón Ruiz-Fornells Ruiz y como comisario lo fue Benigno Alonso de Dios, del PCE.
Defensa de Madrid
Debido a la difícil situación que estaban atravesando los defensores republicanos de Madrid, la 6.ª BM se desplazó inmediatamente a la capital. Para el 5 de noviembre había establecido su puesto de mando en Morata de Tajuña y contaba con unos efectivos de 3.485 hombres. A la brigada se e encomendó la zona del Puente de San Fernando, que formaba parte del sector de la Ciudad Universitaria. En los combates que se sucedieron durante la defensa de Madrid la brigada sufrió importantes bajas, aunque se distinguió en el asalto al Palacete de la Moncloa y el Estadio de deportes en el contexto de una operación más amplia que pretendía hacerse con el control del Hospital Clínico. En enero de 1937 tomó parte en la tercera batalla de la carretera de La Coruña, durante la cual sufrió cerca 1.000 bajas que motivaron que la brigada fuese relevada y trasladada a Villarobledo para su descanso y reorganización.
Combates en el sur
El 10 de febrero hubo de marchar al frente de Andalucía de forma urgente, con la misión de taponar la brecha que se había abierto a raíz de la caída de Málaga. La noche del mismo día 10 llegó a su destino, junto a la XIII Brigada Internacional, logrando estabilizar el frente en la carretera de Motril a Almería.
Durante la primavera Gallo dejó el mando de la Brigada, ya que este pasó a mandar la 24.ª División, siendo sustituido por el capitán de infantería Porfirio Ruiz de Alonso. La 6.ª BM pasó a incorporarse a la 38.ª División en el frente de Extremadura. Entre el 27 de marzo y el 13 de abril tomó parte en la fallida ofensiva contra Peñarroya-Pueblonuevo.
Frente de Aragón
Después de haberse trasladado al área de Madrid, a mediados de julio partió nuevamente, esta vez hacia el frente de Teruel. Allí quedó establecida en el sector de Algarración, tomando parte en los combates de la zona mientras en Madrid tenía lugar la batalla de Brunete. Cuando terminaron las operaciones en la zona de Teruel, la 6.ª BM fue trasladada más al norte, quedando adscrita a la reserva del V Cuerpo de Ejército de Modesto durante la ofensiva de Zaragoza, aunque finalmente tomaría parte en los combates en el sector de Mediana. La brigada se quedó en este frente como guarnición durante los siguientes meses, y de hecho seguía allí cuando en marzo de 1938 le sorprendió la ofensiva franquista en el Frente de Aragón, precisamente en el lugar en que se desencadenó el ataque principal. La 6.ª BM fue incapaz de resistir el grueso del ataque enemigo, tras un intenso fuego de artillería, por lo que debió emprender la retirada. El 11 de marzo debió cruzar el río Ebro por la zona de Pina, y el día 17 emprendió un contraataque contra la nueva cabeza de puente que las tropas franquistas habían establecido en el sector Alcañiz-Castelserás, aunque la tentativa fracasó. 
Levante y Extremadura
Tras las derrotas en Aragón la 6.ª BM quedó adscrita a la 19.ª División del Ejército de Maniobra, siendo enviada como refuerzo al frente de Levante. A su llegada quedaría adscrita a la llamada División «Extremadura», unidad con la que combatió en el frente de Levante, resistiendo a las tropas del Cuerpo de Ejército de Galicia que mandaba García Valiño, ofreciendo una firme resistencia en el sector de La Iglesuela del Cid y Lucena.
En agosto de 1938 la brigada marchó otra vez al frente de Extremadura, interviniendo en varios contraataques contra las fuerzas franquistas en Castuera, donde perdió muchos efectivos debido a la crudeza de los combates. Debido a las fuertes bajas la brigada hubo de retirarse hacia la retaguardia. Después de permanecer por una temporada en Madrid para acometer una reorganización completa, se trasladó a Requena, y en septiembre regresó otra vez al frente extremeño. En enero de 1939 participó en la ofensiva de Valsequillo, interviniendo en varios ataques en el Vértice Morito. Cuando la contienda acabó la 6.ª BM seguía presente en Extremadura.

## Mandos
Comandantes
- Capitán de infantería Miguel Gallo Martínez;
- Capitán de infantería Porfirio Ruiz de Alonso;

Comisarios
- Benigno Alonso de Dios, del PCE;[9]